# Tupolev TB-1
Tupolev TB-1 (ANT-4) byl sovětský těžký bombardér z konce 20. let 20. století. Na svou dobu se jednalo o poměrně moderní konstrukci. První prototyp vzlétl 26. listopadu 1926. Roku 1929 byl s tímto letounem uskutečněn dálkový let z Moskvy do New Yorku. Celkem bylo vyrobeno 212 letounů, z toho 66 torpédových (verze TB-1P). Po vyřazení z vojenské služby bylo asi 90 strojů přestavěno na dopravní letouny (typ G1).

## Specifikace

Bokorys ANT-4 (TB-1)

### Technické údaje
- Osádka: 5–6
- Rozpětí: 28,70 m
- Délka: 18,01 m
- Nosná plocha: 121,5 m²
- Hmotnost prázdného stroje: 4 520 kg
- Maximální vzletová hmotnost: 6 810 kg
- Pohonné jednotky: 2 × kapalinou chlazený dvanáctiválcový vidlicový motor Mikulin M-17
  - Výkon motoru: 680 k

### Výkony
- Maximální rychlost: 207 km/h
- Dostup: 4 800 m
- Dolet: 1 000 km

### Výzbroj
- 6 × kulomet ráže 7,62 mm
- pumová zátěž do hmotnosti 1 000 kg